# Dniprovske, Sînelnîkove
Dniprovske (în ucraineană Дніпровське) este un sat în comuna Șevcenkivske din raionul Sînelnîkove, regiunea Dnipropetrovsk, Ucraina.

## Demografie
Componența lingvistică a localității Dniprovske
     Ucraineană (92,86%)
     Rusă (7,14%)
Conform recensământului din 2001, majoritatea populației localității Dniprovske era vorbitoare de ucraineană (92,86%), existând în minoritate și vorbitori de rusă (7,14%).